# Conus mus
Conus mus é uma espécie de gastrópode do gênero Conus, pertencente à família Conidae.

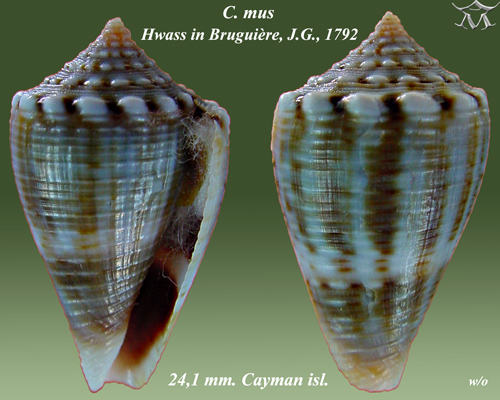
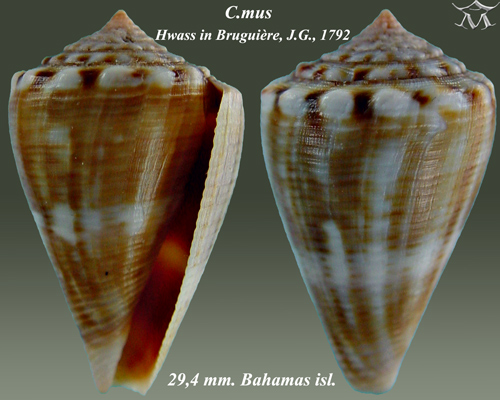
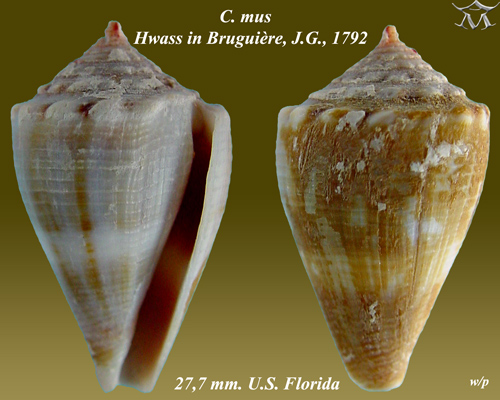